# Paul Topinard
Paul Topinard, né le 4 novembre 1830 à Jouy-le-Comte et mort le 20 décembre 1911 à Paris 6e, est un médecin et anthropologue français.
Il a été directeur adjoint de laboratoire d’anthropologie de l’École pratique des hautes études et secrétaire général de la Société d'anthropologie de Paris.

## Biographie
À l’âge de neuf ans, Topinard a suivi son père aux États-Unis, lequel s’était fait pionnier dans le Delaware. Une partie de son enfance s’est passée en pleine nature sauvage et, après avoir achevé son instruction à la Nouvelle-Orléans, il est revenu en France, à l’âge de dix-sept ans, pour effectuer ses études en médecine.
Reçu interne des hôpitaux, puis docteur en 1869, il s’est établi à Paris où il a exercé jusqu’en 1871. Après avoir communiqué, à la fin de 1869, à la Société d’Anthropologie, un premier mémoire sur Les Tasmaniens, et publié, l’année suivante, un nouveau mémoire consacré à La population indigène de Beskra, il a très tôt renoncé à la pratique médicale pour se consacrer à l’anthropologie physique, assistant aux cours du Muséum national d’histoire naturelle et travaillant au Laboratoire de Paul Broca dont il sera un des premiers disciples, quoique moins rigide que lui dans ses positions sur le polygénisme:68-69, et dont il deviendra ensuite le collaborateur. Ce dernier l’ayant pris en affection, il le fit élire associé de la Société d’anthropologie, le 19 juillet 1860.
En 1872, il a rédigé, au nom de la Commission permanente pour l’Océanie, un rapport qui devait asseoir sa réputation et Broca l’a associé, en qualité de préparateur, à son laboratoire des Hautes Études. Grâce à ce dernier, il a également été nommé conservateur des collections de la Société d’anthropologie, puis directeur adjoint du laboratoire de l’École des hautes études.
Ses recherches sur les races humaines, sur la capacité du crâne, sur l’unification des mesures craniométriques et la publication de son ouvrage l’Anthropologie, devenu classique, traduit en plusieurs langues, et qui a eu de nombreuses éditions, l’ont désigné, en 1876, pour occuper une chaire à l’École d'anthropologie. À l’origine, ses expériences étaient destinées à tester les théories selon lesquelles la capacité crânienne constituait un marqueur d’ethnicité, sur la supposition qu’un espace plus grand pour un cerveau équivalait à un intellect plus développé. Il croyait également que de telles mesures pouvaient être suivies à travers l’évolution de l’espèce humaine et qu’une plus grande capacité crânienne était liée à un plus grand degré de civilisation même si, dans son L'Homme dans la nature, paru en 1891, il est quelque peu revenu sur les hypothèses utilisées dans ses travaux antérieurs pour évaluer la valeur raciale relative supposée:255.
En 1880, à la mort de Broca, il lui a succédé comme secrétaire général de la Société d’anthropologie, et pris la direction de la Revue d’anthropologie. L’un de ses principaux ouvrages de médecine est le Traité de d’ataxie locomotrice, mais ses recherches les plus importantes et les plus nombreuses sont relatives à l’ethnographie.
Ses Études sur la taille considérée suivant l’âge, le sexe et les races, parues en 1865, Des anomalies du nombre et de la colonne vertébrale chez l’homme (1877), et les Éléments d’anthropologie générale (1885) ont été couronnés par l’Institut. En 1901, il a fait paraitre un nouveau volume, l’Anthropologie et les sciences sociales, ouvrage très intéressant sur les sociétés animales et sur les premières associations humaines.
En 1909, deux ans avant sa mort, il a été nommé membre d’honneur du nouvel Institut français d’anthropologie, ayant poursuivi jusque dans un âge avancé toute son activité scientifique et même son activité physique. Toujours épris de la nature sauvage au milieu de laquelle il avait passé son enfance et sa jeunesse, il allait parcourir les Alpes et faisait encore, à près de quatre-vingts ans, de vraies excursions de montagne.
Son esprit ouvert s’intéressait à toutes les questions scientifiques, et tout homme de science était sûr de trouver auprès de lui, plongé au milieu de ses documents, et dans sa riche bibliothèque, l’accueil le plus sympathique et les conseils les plus encourageants.
Il avait été nommé chevalier de la Légion d’honneur, le 13 juillet 1881, puis élevé au grade d’officier, le 28 octobre 1889. Il était marié à Marie Duvivier, née le 12 novembre 1841 à Nanteuil-le-Haudouin, fille de Pierre Ernest Duvivier et de Pauline Eugénie Missa. Il est inhumé au cimetière du Père-Lachaise,.

## Publications

### Articles
- « Étude sur les Tasmaniens », Mémoires de la Société d’Anthropologie de Paris, Paris, 1re série, no 3,‎ 1868, p. 307-329.
- « Étude sur les races indigènes de l’Australie », Bulletins de la Société d’anthropologie de Paris, vol. 7, no 1,‎ 1872, p. 211-327 (lire en ligne).
- « Sur les métis australiens », Bulletins de la Société d’anthropologie de Paris, Paris, 2e série, no 7,‎ 1875, p. 227-240.
- « De la notion de race en anthropologie », Revue d’anthropologie, 2e série, no 2,‎ 1879, p. 589-660.
- « Présentation de trois Australiens vivants (séance du 19 novembre 1885) », Bulletins de la Société d’anthropologie de Paris, Paris, 3e série, no 8,‎ 1885, p. 683-698.
- « Mensuration des crânes des grottes de Baye (époque néolithique) d’après les registres de Broca », Revue d’Anthropologie, 3e série, no 1,‎ 1886, p. 1-9.
- « Les Dernières Étapes de la généalogie de l’homme », Revue d’Anthropologie, 3e série, no 3,‎ 1888, p. 298-332.

### Ouvrages
- Quelques aperçus sur la chirurgie anglaise, Paris, A. Coccoz, 1860 (lire en ligne).
- L’Anthropologie (préf. Paul Broca), Paris, C. Reinwald et Cie, 1876 (lire en ligne).
- Éléments d’anthropologie générale, Paris, A. Delahaye et É. Lecrosnier, 1885 (lire en ligne).
- L’Homme dans la nature, Alcan, coll. « Bibliothèque scientifique internationale », 1891 (lire en ligne) — réédité en 1991 avec une préface de Nélia Dias chez Jean-Michel Place  (ISBN 978-2-85893-134-7)
- Science et Foi : L’Anthropologie et la Science sociale, Masson, 1900 (lire en ligne).